# Gott, heilger Schöpfer aller Stern

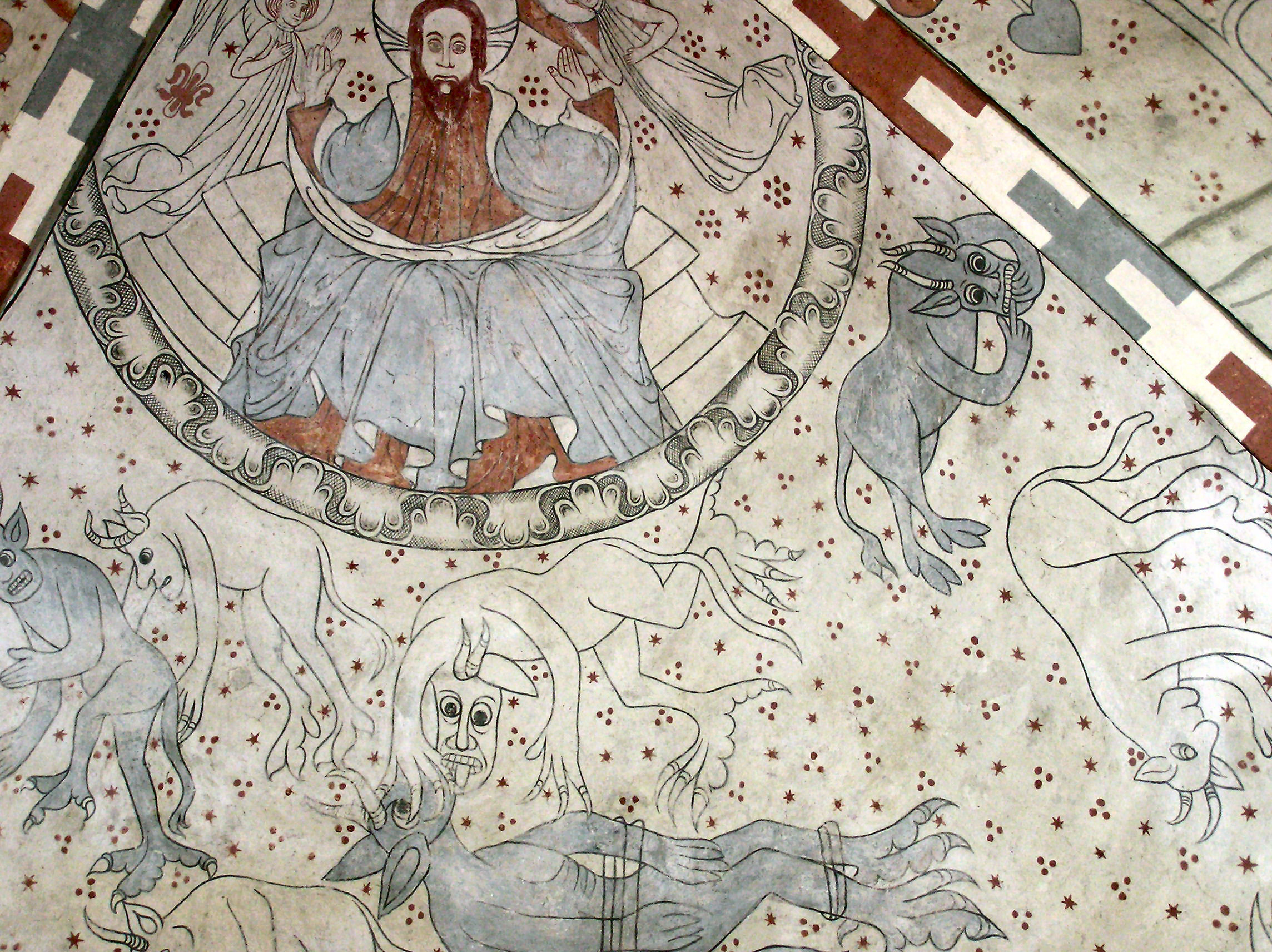
Fresko: Der Schöpfer des Sternenhimmels, Kirche Vittskövle, Skåne

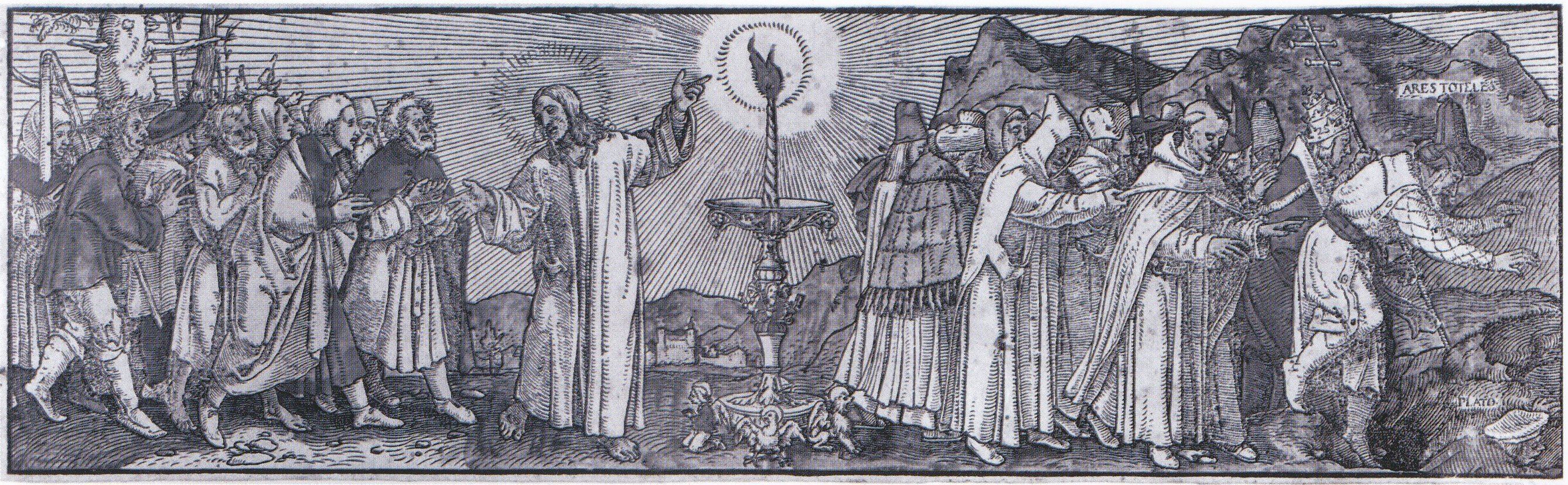
Hans Holbein der Jüngere: Christus vera lux („Christus, das wahre Licht“)

Gott, heilger Schöpfer aller Stern ist ein Adventslied, das der Reformator und Revolutionär Thomas Müntzer (1489–1525) im Jahr 1523 schuf. Es ist eine Reimübertragung des lateinischen Hymnus Conditor alme siderum, der im Advent zur Vesper gesungen wird. Der Hymnus findet sich neben dem Stundenbuch auch im Gotteslob unter der Nummer 230 (GLalt 116), im Evangelischen Gesangbuch (EG 3) und im Reformierten Gesangbuch (RG 359).

## Lateinischer Hymnus
Conditor alme siderum geht in seinem Grundbestand auf die Spätantike zurück. Nach einer tiefgreifenden Umgestaltung für das Brevier Urbans VIII. (1632) wird es in den liturgischen Büchern der katholischen Kirche wieder in der Fassung gebraucht, die im 10. Jahrhundert im Kloster Kempten bezeugt ist.

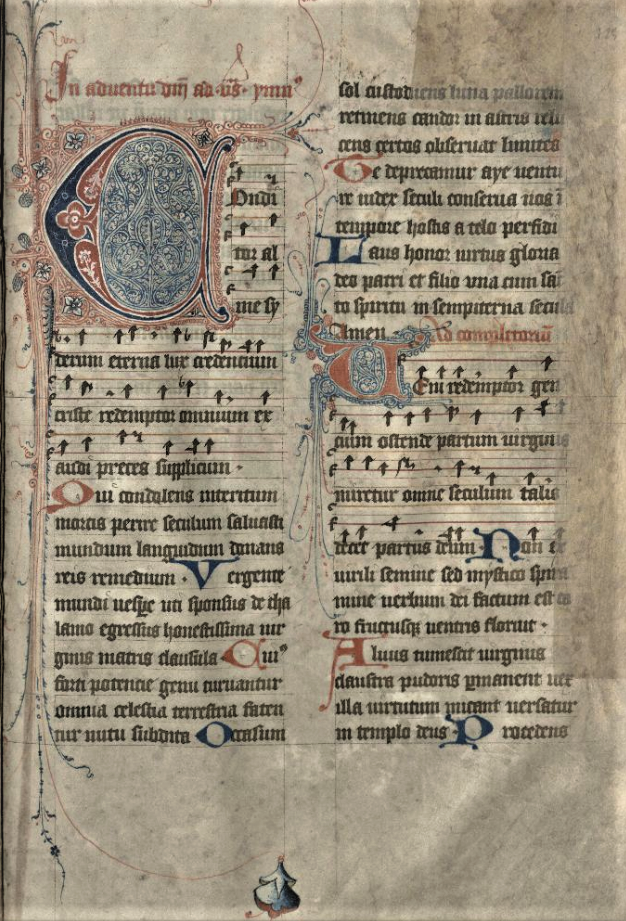
Conditor alme siderum in einer Handschrift von 1397

Der ursprünglich sechsstrophige, später um Strophe 5 erweiterte Hymnus wendet sich an Christus und preist ihn als den ewigen, mit dem Vater wesensgleichen Sohn Gottes, der aus der Jungfrau Maria Mensch wurde, um die dem Tod verfallene Menschheit und so die ganze Schöpfung zu erlösen und seiner Herrschaft zu unterwerfen. Die vorletzte Strophe bittet Christus, den kommenden Weltrichter, um Führung und Bewahrung im Glauben. Der Hymnus endet mit der Doxologie.

## Nachdichtung Müntzers
Müntzer übersetzte über weite Strecken wortgetreu, setzte jedoch auch deutlich eigene Akzente. Die im Original an die zweite Person der Trinität, den Schöpferlogos, gerichtete Anrede bezieht Müntzer auf den Vater. So macht er aus dem Christushymnus ein Lob Gottes, dessen Erscheinen durch Christus von den Menschen in apokalyptischer Bezugnahme erkannt (M 1.; M 3.) werden soll. (M 4.) erweitert den Herrschaftsbereich Gottes über Himmel und Erde hinaus bis hin zur Hölle.
In M 5. platzierte Müntzer gleichsam eine prägnante Zusammenfassung seiner Theologie, wobei er den ursprünglichen Text einer 5. kosmologisch gefärbten Strophe, die ihrerseits eine spätere Hinzufügung zum lateinischen Originaltext des Hymnus bildete, allenfalls assoziativ aufnimmt. Auch seine Mariologie und Inkarnationslehre gehen durch Attribute wie Zartheit (M 3.; M 7.) über die Vorlage hinaus. M 6. erbittet – anders als die Vorlage – nicht die Bewahrung vor dem Feind, sondern die Zunahme im Glauben. Die Abschlussstrophe (M 7.) nimmt den Bezug zum Allesschöpfer (M 5.) auf.
Die heutige Gestalt des Müntzertextes ist dem modernen Sprachgebrauch und Versrhythmusempfinden behutsam angepasst. Die sonst wortgleichen Fassungen des Evangelischen Gesangbuchs und des Gotteslobs von 1975 unterschieden sich in Strophe 2, Zeile 4, die im Gotteslob (wie bei Müntzer) als Anrede formuliert, im EG dagegen in die dritte Person gewendet war, da sonst, durch Müntzers Adressatenverschiebung, Menschwerdung und stellvertretendes Leiden anscheinend von Gott dem Vater ausgesagt würden. Das heutige Gotteslob hat die Fassung des EG übernommen.

## Melodie
Die Melodie ist in einem Hymnar des Klosters Kempten um 1000 überliefert. Sie ist im 4. Kirchenton komponiert. Bei der bekannten deutschsprachigen Fassung handelt es sich um eine Kontrafaktur. Auch das an den Hymnus angelehnte Adventslied Lob sei dem allmächtigen Gott von Michael Weiße wurde regional mit dieser Melodie gesungen. Sie liegt Johann Sebastian Bachs Bearbeitung im Orgelbüchlein (BWV 602ⓘ) ebenso wie der Manualiter-Fughetta BWV 704 zugrunde.

## Text
| Kempten (10. Jh.) | Übersetzung | Thomas Müntzer | Evangelisches Gesangbuch |
| --- | --- | --- | --- |
| Conditor alme siderum, aeterna lux credentium, Christe, redemptor omnium, exaudi preces supplicum. Qui condolens interitu mortis perire saeculum, salvasti mundum languidum, donans reis remedium, Vergente mundi vespere, uti sponsus de thalamo, egressus honestissima Virginis matris clausula. Cuius forti potentiae genu curvantur omnia; caelestia, terrestria nutu fatentur subdita. Occasum sol custodiens, Luna pallorem retinens, Candor in astris relucens Certos observant limites. Te, Sancte, fide quaesumus, venture iudex saeculi, conserva nos in tempore hostis a telo perfidi. Laus, honor, virtus, gloria Deo Patri cum Filio Sancto simul Paraclito, in sempiterna saecula. Amen. | Erhabener Schöpfer der Gestirne, ewiges Licht der Glaubenden, Christus, Erlöser aller, erhöre die Bitten der Flehenden. Mitleidend mit der Welt, die im Todesuntergang verging, hast du die kranke Welt gerettet, indem du den Angeklagten das Heilmittel schenktest; als der Abend der Welt sich senkte, wie der Bräutigam aus dem Brautgemach hervorgegangen aus der ehrwürdigsten Zelle der jungfräulichen Mutter; du, vor dessen gewaltiger Macht alles die Knie beugt, auf dessen Wink Mächte des Himmels und der Erde sich unterworfen bekennen. Die Sonne, die ihre Untergangszeit einhält, der Mond, der seinen bleichen Schein behält, der weiße Glanz, der in den Sternen widerleuchtet, sie beachten die bestimmten Grenzen. Dich, Heiliger, bitten wir vertrauensvoll, kommender Richter der Welt, bewahre uns in der Zeit vor dem Geschoss des treulosen Feindes. Lob, Ehre, Macht, Herrlichkeit Gott dem Vater mit dem Sohn wie auch dem heiligen Tröster in alle Ewigkeit. Amen. | Gott, heylger schöpffer aller stern, erleucht uns, die wir sind so fern, zurkennen deynen waren Christ, der vor uns hye Mensch worden ist. Dann es ging dier zu hertzen sehr, das wir gefangen waren schwer solten ewig des todes sein; drum namst du auff dich schuld und peyn. Do sich die welt zum abent want, der breutgam Christ ward so erkant. auß seyner mutter kemerleyn Die junckfraw blieb zart und gantz reyn. Erzeycht hat er sein groß gewalt, das es inn aller welt erschalt, sich müssen bigen alle knie im hymel, hellen und alhye. Alles, was durch yhn geschaffen ist Dem gibt er kraft, wesen und frist nach seynes willens ordnung zwar yhn zu erkennen offenbar. Wir bitten dich, o heylger Christ, wann du künfftiger richter bist, lehr uns hyevor deinen willen thun und im glauben nemen zu. Lob, preyß sei, vater, deiner krafft deym zarten Sohn, der all ding schafft, inn eynem wesen der dreyheyt, mit dem geyst deyner heyligkeyt. Amen. | Gott, heilger Schöpfer aller Stern, erleucht uns, die wir sind so fern, daß wir erkennen Jesus Christ, der für uns Mensch geworden ist. Denn es ging dir zu Herzen sehr, da wir gefangen waren schwer und sollten gar des Todes sein; drum nahm er auf sich Schuld und Pein. Da sich die Welt zum Abend wandt, der Bräut’gam Christus ward gesandt. Aus seiner Mutter Kämmerlein ging er hervor als klarer Schein. Gezeigt hat er sein groß Gewalt, daß es in aller Welt erschallt, sich beugen müssen alle Knie im Himmel und auf Erden hie. Wir bitten dich, o heilger Christ, der du zukünftig Richter bist, lehr uns zuvor dein’ Willen tun und an dem Glauben nehmen zu. Lob, Preis sei, Vater, deiner Kraft und deinem Sohn, der all Ding schafft, dem heilgen Tröster auch zugleich so hier wie dort im Himmelreich. Amen. |